# Тавлет-Бага
Тавлет-Бага — исчезнувший аул в Венгеровском районе Новосибирской области России. На момент упразднения входил в состав Воробьёвского сельсовета. Исключен из учётных данных в 1968 году.

## География
Располагался на северо-западе района у болота Тавлет-Багинское, в 16 км к северо-западу от села Воробьёво.

## История
Аул Тавлет-Бога был основан в 1860 году. В 1928 году состоял из 11 хозяйств. В административном отношении входила в состав Акбалыкского сельсовета Меньшиковского района Барабинского округа Сибирского края.
Решением Новосибирского облисполкома от 31.12.1968 г. аул исключен из учётных данных.

## Население
По переписи 1926 г. в ауле проживал 51 человек (25 мужчин и 26 женщин), основное население — барабинцы.